# USP14
USP14 (англ. Ubiquitin specific peptidase 14) – білок, який кодується однойменним геном, розташованим у людей на короткому плечі 18-ї хромосоми. Довжина поліпептидного ланцюга білка становить 494 амінокислот, а молекулярна маса — 56 069.
| 10         |  | 20         |  | 30         |  | 40         |  | 50         |
| ---------- |  | ---------- |  | ---------- |  | ---------- |  | ---------- |
| MPLYSVTVKW |  | GKEKFEGVEL |  | NTDEPPMVFK |  | AQLFALTGVQ |  | PARQKVMVKG |
| GTLKDDDWGN |  | IKIKNGMTLL |  | MMGSADALPE |  | EPSAKTVFVE |  | DMTEEQLASA |
| MELPCGLTNL |  | GNTCYMNATV |  | QCIRSVPELK |  | DALKRYAGAL |  | RASGEMASAQ |
| YITAALRDLF |  | DSMDKTSSSI |  | PPIILLQFLH |  | MAFPQFAEKG |  | EQGQYLQQDA |
| NECWIQMMRV |  | LQQKLEAIED |  | DSVKETDSSS |  | ASAATPSKKK |  | SLIDQFFGVE |
| FETTMKCTES |  | EEEEVTKGKE |  | NQLQLSCFIN |  | QEVKYLFTGL |  | KLRLQEEITK |
| QSPTLQRNAL |  | YIKSSKISRL |  | PAYLTIQMVR |  | FFYKEKESVN |  | AKVLKDVKFP |
| LMLDMYELCT |  | PELQEKMVSF |  | RSKFKDLEDK |  | KVNQQPNTSD |  | KKSSPQKEVK |
| YEPFSFADDI |  | GSNNCGYYDL |  | QAVLTHQGRS |  | SSSGHYVSWV |  | KRKQDEWIKF |
| DDDKVSIVTP |  | EDILRLSGGG |  | DWHIAYVLLY |  | GPRRVEIMEE |  | ESEQ       |

A: Аланін

C: Цистеїн

D: Аспарагінова кислота

E: Глутамінова кислота

F: Фенілаланін

G: Гліцин

H: Гістидин

I: Ізолейцин

K: Лізин

L: Лейцин

M: Метіонін

N: Аспарагін

P: Пролін

Q: Глутамін

R: Аргінін

S: Серин

T: Треонін

V: Валін

W: Триптофан

Кодований геном білок за функціями належить до гідролаз, протеаз, тіолових протеаз, фосфопротеїнів. 
Задіяний у таких біологічних процесах, як убіквітинування білків, ацетилювання, альтернативний сплайсинг. 
Локалізований у клітинній мембрані, цитоплазмі, мембрані.